# Chrysocolaptes erythrocephalus
El pito sultán cabecirrojo (Chrysocolaptes erythrocephalus) es una especie de ave piciforme de la familia Picidae propia de las Filipinas. En ocasiones es considerada como subespecie del pito sultán moteado.

## Distribución
Se distribuye en las islas filipinas de Balábac, Palawan, Busuanga y Calamian.